# Influență nefastă
Influență nefastă (1988) (denumire originală Apt Pupil) este un film psihologic thriller american bazat pe nuvela omonimă din 1982 scrisă de Stephen King. Filmul este regizat de Bryan Singer și în rolurile principale apar Ian McKellen și Brad Renfro.

## Prezentare
În anii 1980 în sudul Californiei, studentul Todd Bowden (Renfro) descoperă un criminal nazist, Kurt Dussander (McKellen), care locuiește în apropiere sub pseudonimul Arthur Denker. Bowden, obsedat de nazism și de Holocaust, îl șantajează pe Dussander ca să-i spună povestea vieții sale.

## Vezi și
- Listă de filme științifico-fantastice, fantastice și de groază despre cel de-al Doilea Război Mondial